# دهه ۱۶۳۰ (میلادی)

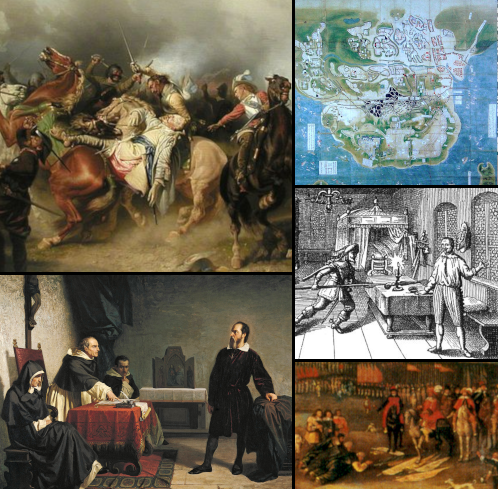

دهه ۱۶۳۰ (میلادی) صد و شصت و سومین دهه تقویم میلادی است.

## درگذشتگان
‎